# Letrouitia flavocrocea
Letrouitia flavocrocea är en lavart som först beskrevs av William Nylander och som fick sitt nu gällande namn av Hafellner & Bellem. 
Letrouitia flavocrocea ingår i släktet Letrouitia och familjen Letrouitiaceae.   Inga underarter finns listade i Catalogue of Life.